# 宜蘭濁水溪治水工事竣工紀念碑
24°43′07″N 121°46′12″E / 24.7185522448264°N 121.769982272322°E
宜蘭濁水溪治水工事竣工紀念碑為紀念治理宜蘭濁水溪（今蘭陽溪）治水工事完成之紀念碑。2004年10月7日公告為縣定古蹟。

## 歷史背景
長期以來，宜蘭濁水溪常於大雨後溪水暴漲並夾雜土砂石礫，由山上急瀉而下產生水患，使兩岸民家苦不堪言。因此台灣總督府內務局乃花費527萬圓，於昭和4年（1929年）開始進行濁水溪治水工事。昭和11年宜蘭濁水溪治水完成，為紀念此耗費鉅資之重大工程，因此豎立「宜蘭濁水溪治水工事竣功紀念碑」以為紀念。

## 建築特色
可分為基座與碑體兩大部分，基座由砂岩組砌，基座正面原刻有碑文，但碑文已脫落。碑體則為由上而下漸粗之四角柱體，表面舖貼大理石，上刻「宜蘭濁水溪治水工事竣功紀念碑」。原「宜」字因已脫落，後已重補。

## 引用資料
1. ↑  . 文化部文化資產局. （原始内容存档于2019-01-22）.
2. ↑  張炎銘. . 臺北市: 科技圖書. 2013. ISBN 978-957-655-517-6.